# Angelo Carossino
Angelo Carossino (ur. 21 lutego 1929 w Genui, zm. 28 lipca 2020 w Albisola Superiore) – włoski polityk i samorządowiec, burmistrz Savony (1958–1967), prezydent Ligurii (1975–1979), poseł do Parlamentu Europejskiego I i II kadencji.

## Życiorys
Za namową nauczyciela zawodu zaangażował się w działalność polityczną w ramach Włoskiej Partii Komunistycznej, został jej sekretarzem w regionie. Od 1958 do 1967 był burmistrzem Savony, a od 1970 do 1979 zasiadał w radzie Ligurii. W latach 1975–1979 sprawował urząd prezydenta tego regionu. W 1979 i 1984 wybierano go posłem do Parlamentu Europejskiego, od 1984 do 1989 był w nim kwestorem. Przystąpił do Grupy Sojuszu Komunistycznego. Był wiceprzewodniczącym Komisji ds. Transportu (1979–1984) i Delegacji ds. stosunków z Chińską Republiką Ludową (1987–1989), należał m.in. do Komisji ds. Gospodarczych i Walutowych oraz Polityki Przemysłowej oraz Komisji ds. Energii, Badań Naukowych i Technologii. Później zasiadł m.in. w radzie nadzorczej Banca Carige.

## Życie prywatne
Był żonaty z Berenice Biną (zm. 2016). Ma z nią córki Marię Rossę Carossino (zm. 2012) i Robertę.